# Kontr-admiral
Pour les articles homonymes, voir contre-amiral.
Kontr-admiral — en écriture cyrillique : контр-адмирал — en français : « contre-amiral » est un grade militaire utilisé dans les marines de guerre de langue russe : celle de l’Union soviétique et celle de la Russie actuelle.

## Description
Dans la hiérarchie des marines de guerre langue russe, ce grade est le premier grade d'amiral dans la marine russe et soviétique et se situe hiérarchiquement au-dessus du grade de capitaine de 1er rang (капитан 1-го ранга) et au-dessous du grade de vitse-admiral (вице-адмирал). 